# Metanoia
Metanoia (del griego μετανοῖεν, metanoien de meta, 'más allá', y nous, 'de la mente') es un enunciado retórico y teológico. Su significado literal griego denota una situación en que en un trayecto ha tenido que volverse del camino en que se andaba y tomar otra dirección, también retóricamente utilizado para retractarse de alguna afirmación realizada, y corregirla para comenzar de mejor manera.
El filósofo japonés Hajime Tanabe en su obra Filosofía como Metanoética introduce el concepto de metanoia (zange) como "arrepentimiento o cambio de corazón".
Esta palabra también es usada en teología cristiana. Habla de la "transformación" o "conversión" entendida como un movimiento interior que surge en toda persona. En tiempos de los primeros cristianos se decía del que encontraba a Cristo que había experimentado una profunda metanoia, como sinónimo de revelación divina o epifanía.
La metanoia también es denominada por el catolicismo como una transformación profunda de corazón y mente a manera positiva. Hay teólogos que sugieren que la metanoia es un examen de toda actividad vital y una transformación de la manera como se ven y aceptan las personas y las cosas (Guardini, 1982:139).

## En psicología cognitiva
Para Peter Senge, captar el significado de metanoia es comprender lo que significa aprender en relación con la metacognición. Es un cambio de enfoque, un cambio de perspectiva a otra, lo que a su vez está en relación con la percepción.